# Wayne County, New York
Wayne County är ett administrativt område i delstaten New York, USA, med 93 772 invånare. Den administrativa huvudorten (county seat) är Lyons.

## Geografi
Enligt United States Census Bureau har countyt en total area på 3 585 km². 1 565 km² av den arean är land och 2 020 km² är vatten.

### Angränsande countyn
- Cayuga County, New York - öst
- Seneca County, New York - sydost
- Ontario County, New York - syd
- Monroe County, New York - väst